# Lucius Cassius Longinus Ravilla
Pour les articles homonymes, voir Cassius Longinus.
Lucius Cassius Longinus Ravilla était un sénateur romain d'origine plébéienne qui joua un rôle politique important à la fin du IIe siècle av. J.-C. Il était réputé pour sa sévérité.
En 137 av. J.-C., il est tribun de la plèbe et fait passer la lex Cassia Tabellaria, loi qui étend le vote secret aux comices judiciaires, permettant à chacun de voter en toute indépendance. Ce vote s'effectue grâce à des tablettes d'où son nom de loi tabellaire.
En 127 av. J.-C., il est consul.
En 125 av. J.-C., il est censeur avec Cnaeus Servilius Caepio et lance les travaux de construction de l'aqueduc Tepula. Il s'illustra par sa sévérité en faisant comparaître le consulaire Marcus Aemilius Lepidus Porcina et en lui infligeant une note d'infamie parce qu'il habitait à Rome une maison d'un loyer exorbitant. On a parfois vu cependant dans cette action une part de vengeance personnelle car Porcina avait voulu s'opposer à la loi tabellaire.
En 113 av. J.-C., Ravilla a été nommé juge spécial pour trancher dans l'affaire des vestales qui défrayait alors la chronique. Trois vierges vestales étaient accusées de manquement à leur devoir de chasteté. Pour les Romains, il s'agissait d'un crime très grave, qualifié d'inceste, constituant un sacrilège engageant tout le destin de Rome et pouvant attirer des catastrophes sur la cité. La punition consistait à enterrer vivante la vestale. En décembre 114 av. J.-C., le grand Pontife, Lucius Caecilius Metellus Dalmaticus, chargé initialement d'instruire l'affaire s'était montré indulgent, ne condamnant qu'une vestale, Aemilia. Un tribun de la plèbe l'accusa alors d'avoir ainsi protégé les jeunes filles patriciennes : les vestales étaient en effet recrutées dans les plus hautes familles. Le procès fut donc confié à Ravilla qui condamna à mort les deux autres vestales, Marcia et Licinia ainsi que d'autres personnes impliquées.
Sa réputation de sévérité avait été ainsi mise à contribution dans les luttes politiques fortes qui opposaient optimates et populares quelques années après la mort des Gracques.